# Zerain

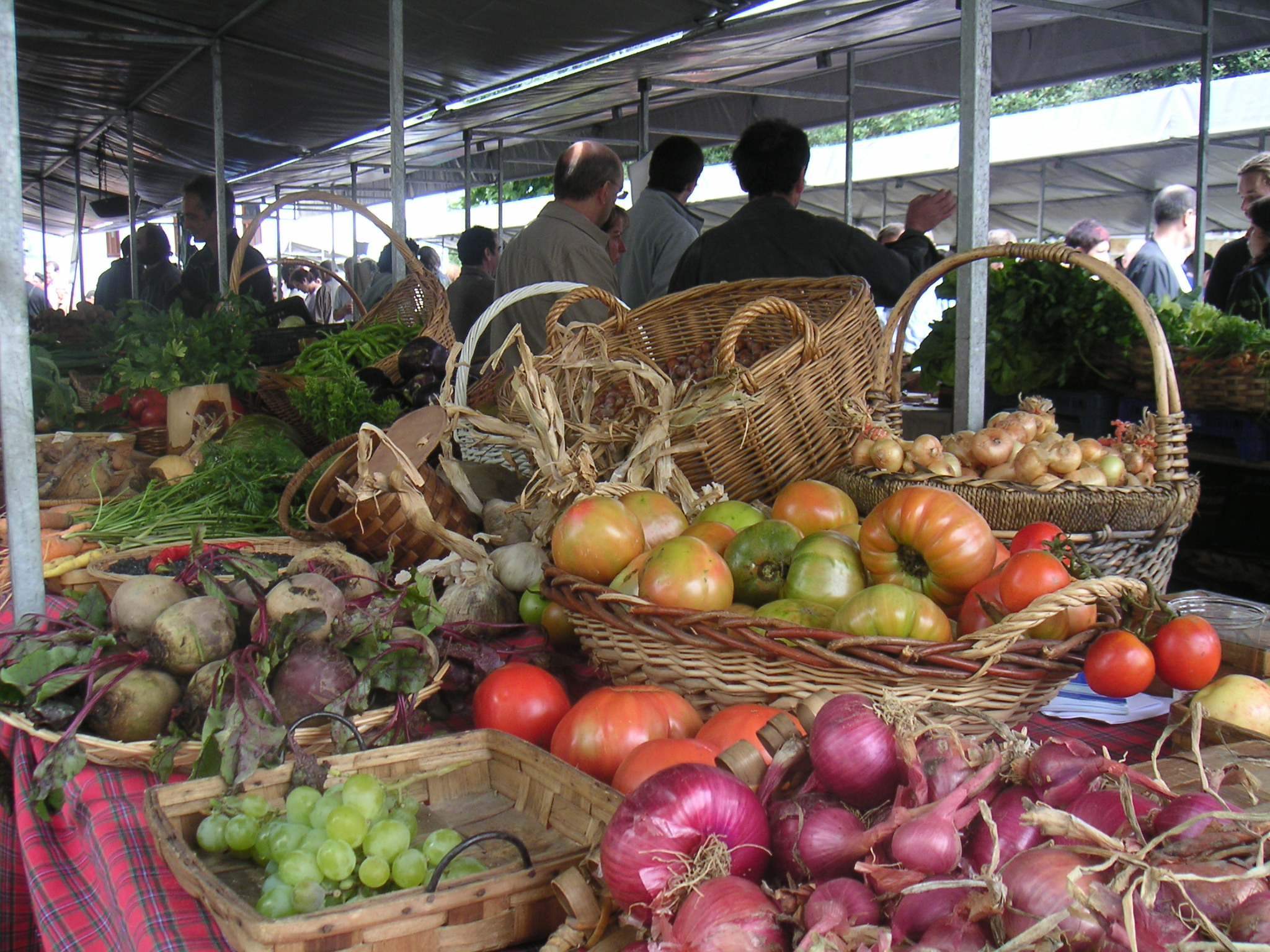
Fête écologique à Zerain.

Zerain en basque (prononcer « Séraïne ») Ceráin en espagnol est une commune du Guipuscoa dans la communauté autonome du Pays basque en Espagne.

## Patrimoine

### Patrimoine civil
- Musée ethnographique: Effectué avec des donations faites par les mêmes zeraindarras, il rassemble l'essence de l'esprit du village. Il dispose aussi d'un diaporama sur le développement du mode de vie des zeraindarras.
- Prison 1.711: unique exemple de prison ou mazmorra du XVIIIe siècle au Pays Basque. Sa caractéristique particulière est celle estampillée de toutes les parois et couverte en bois de chêne. Se situe dans le Restaurant Ostatu de Zerain qui se charge aussi de montrer la prison aux visiteurs.
- Scierie hydraulique Larraondo: Datée du XIXe siècle, on peut encore voir en marche tous les anciens outils entrainés par l'eau du ruisseau. Les visites sont effectuées toutes les fins de semaine et de fête à 12 heures et partent depuis l'office de tourisme.
- Complexe minier d'Aizpea: Situé dans la montagne du fer comme il est connu dans le secteur, se trouve sur la route du fer. Le même lieu offre la possibilité de voir tout le processus d'extraction de fer depuis les galeries, le magasin, les fours de cuisson et y compris le câble aérien par lequel on transportait le fer. Toutes les fins de semaine et de fête à 12 heures sont effectuées visites guidées qui partent depuis l'office de tourisme.
- Aizpitta, Centre d'Interpretación de las minas : Moderne et interactif, montre au visiteur l'époque où on extrayait le fer. Il possède aussi un catalogue d'anciennes pièces de fer effectué par l'ingénieur Aranzadi Manuel Laborde.
- Sculpture de Francisco de Goya : Sculpture réalisée par l'artiste Joxe Maris Telleria en hommage à la famille de Goya descendant de Zerain.
- Palais Jauregi : monument dédié au célèbre général carliste Zumalakarregi, bolera traditionnel, chaussée royale, stèles funérairesc

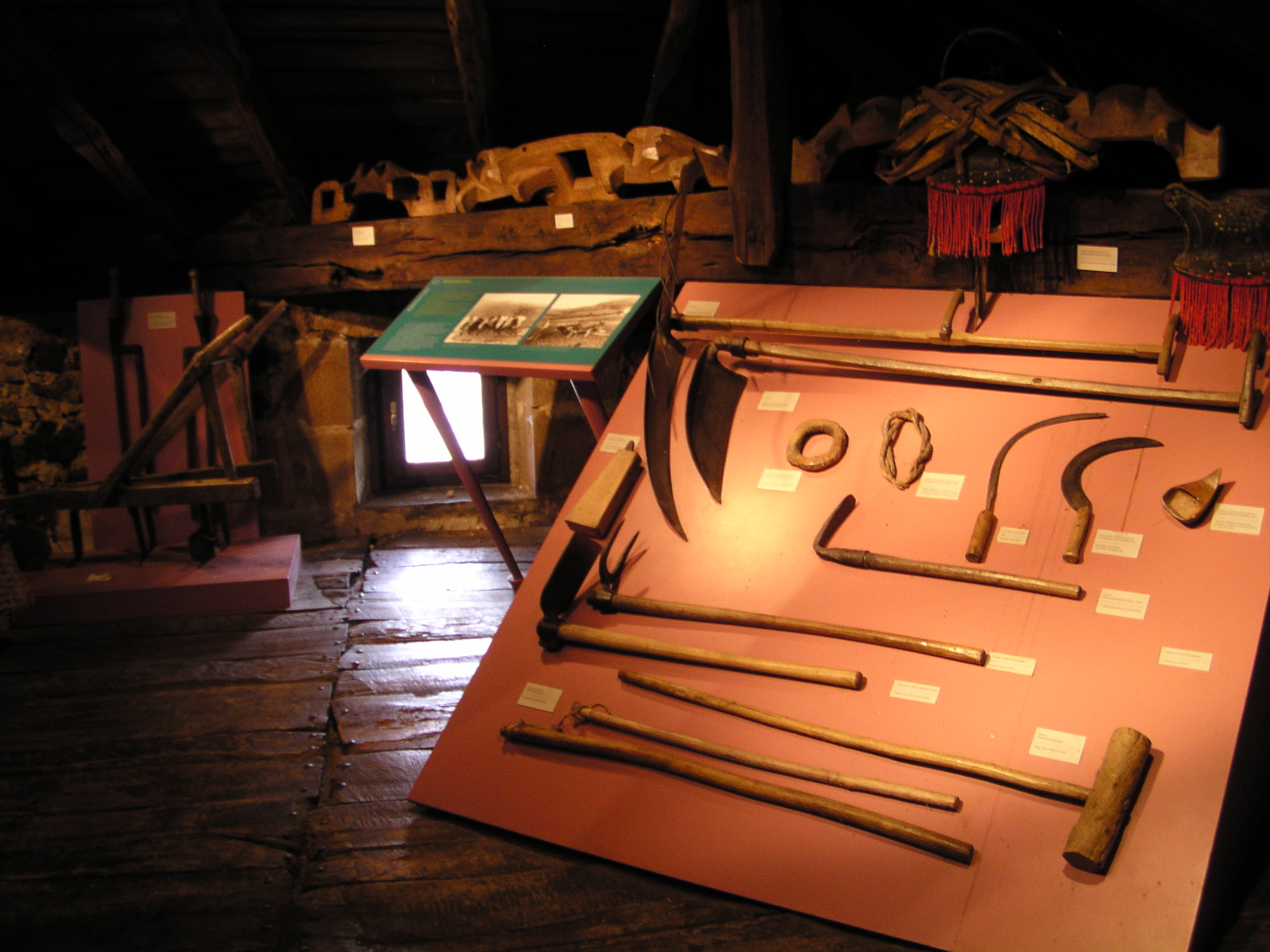
Musée ethnographique de Zerain
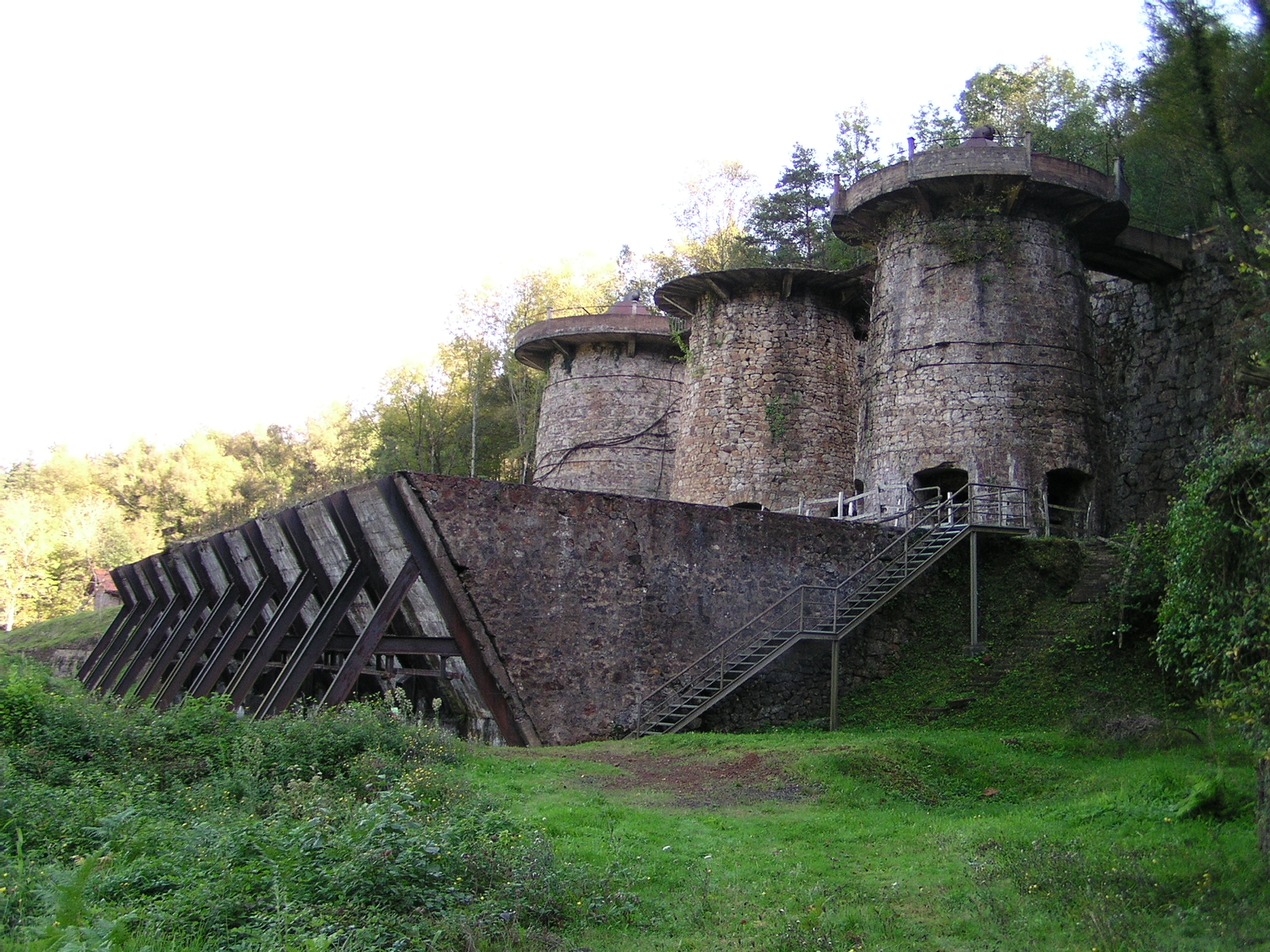
Fours et cheminées

### Patrimoine religieux
- Église de Notre-Dame-de-l'Assomption (XVIè) : Croix romane du XIIIe siècle.

## Personnalités liées à la commune
- José Francisco Tellería, Petriquillo (1774-1842): guérisseur.
- Inozentzio Olea (1921): écrivain en langue basque.

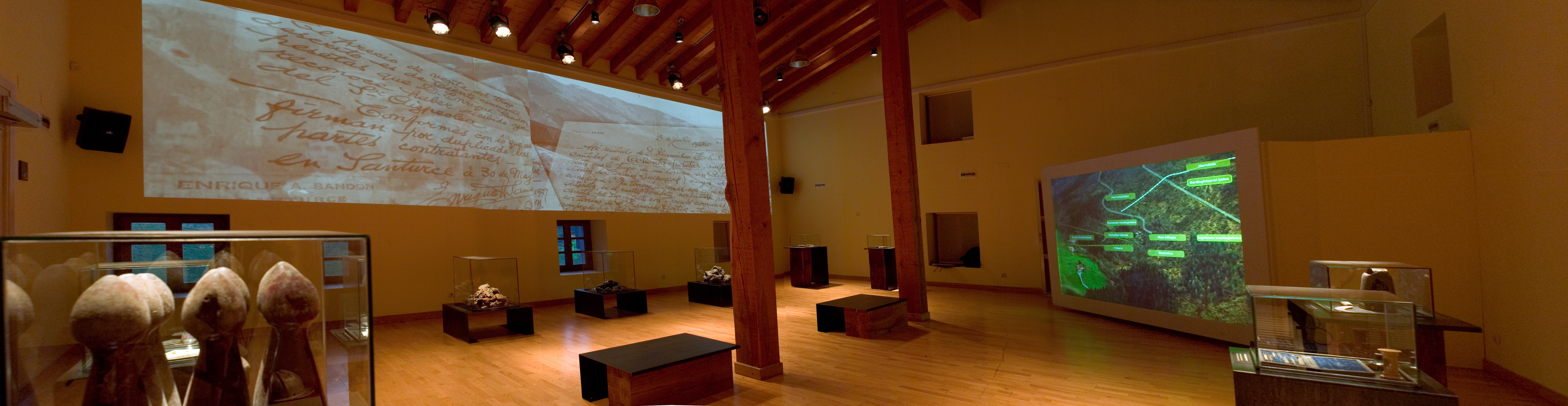
Aizpitta : nouveau centre d'interprétation des mines d'Aizpea

### Sources
- (es) Cet article est partiellement ou en totalité issu de l’article de Wikipédia en espagnol intitulé « Ceráin » (voir la liste des auteurs).